# Listă de pictori sloveni
Aceasta este o listă de pictori sloveni.

## A
- Ema Abram
- Peter Adamič
- Andrej iz Ostroga
- Jožica Ameršek
- Zvest Apollonio
- Tatjana Arh
- Antea Arizanović
- Todorče Atanasov
- Martin Avsenik
- Anton Ažbe

## B
- Angelo Bajuk
- Boris Batista
- Josip Battig
- Nikolaj Beer
- Fortunat Bergant
- Uršula Berlot
- Emerik Bernard
- Janez Bernik
- Franc Bešter
- Nadja Bevčar
- Silvan Bevčar
- Gvido Birolla
- Dare Birsa
- Viktor Birsa
- Jurij Bobič
- Ivan Bogovčič
- Janez Boljka
- Bogdan Borčić
- Janez Borovski
- Matija Bradaška
- Remigij Bratož
- Tea Breščak
- Matej Brodnik
- Ljubo Brovč
- Avgust Andrej Bucik
- Jože Bunič
- Marjan Bunič
- Marko Butina
- Milan Butina
- Milan Bizovičar

## C
- Anton Cebej
- Jože Cesar
- Mire Cetin
- Anton Cigoj
- Danica Cigoj-Kuščer
- Jurij Cihlar
- Jože Ciuha
- Stane Cuderman
- Jure Cvitan

## Č
- Ivan Čargo
- Lojze Čemažar
- Avgust Černigoj
- Sandi Červek
- Ksenija Čerče

## D
- Rado Dagarin
- Ladislav Danč
- Riko Debenjak
- Barbara Demšar
- Zoran Didek
- Miligoj Dominko
- Marjan Dovjak

## E
- Josip Egartner
- Milan Erič
- Miran Erič

## F
- Silvester Fakuč
- Romana Favier
- Janez Ferlan
- Dušan Fišer
- Ivan Franke
- Metod Frlic

## G
- Štefan Galič
- Maksim Gaspari
- Ivan Geder
- Alenka Gerlovič
- Franc Globočnik
- Olaf Globočnik
- Vito Globočnik
- Ivan Gluhodedov
- Gustav Gnamuš
- Bojan Golija
- Klementina Golija
- Martina Golija
- Franc Golob (1910-2002)
- Franc Golob (1941-)
- Franjo Golob
- Milan Golob
- Bojan Gorenec
- Jože Gorjup
- Tomaž Gorjup
- Josip Marija Gorup
- Tomaž Gostinčič
- Simon Tadej Volbenk Grahovar
- Stojan Grauf
- Ivan Grohar
- France Gruden
- Roman Gruntar
- Marjan Gumilar
- Špela Gumzej
- Pavel Gustinčič
- Herman Gvardjančič

## H
- Janez Hafner
- Štefan Hauko
- Robert Hlavaty
- Sergej Hočevar
- Valentin Hodnik
- Jože Horvat - Jaki
- Štefan Horvat
- Anka Hribar Košmer
- Drago Hrvacki
- Ištvan Išt Huzjan
- Zdenko Huzjan

## I
- Tjaša Iris
- Bard Iucundus
- Taja Ivančič
- Slobodan Ivanković-Baudo

## J
- Stane Jagodič
- Božidar Jakac
- Jožef Jerome
- Rihard Jakopič
- Matija Jama
- Lovro Janša
- Gustav Januš
- Danilo Jejčič

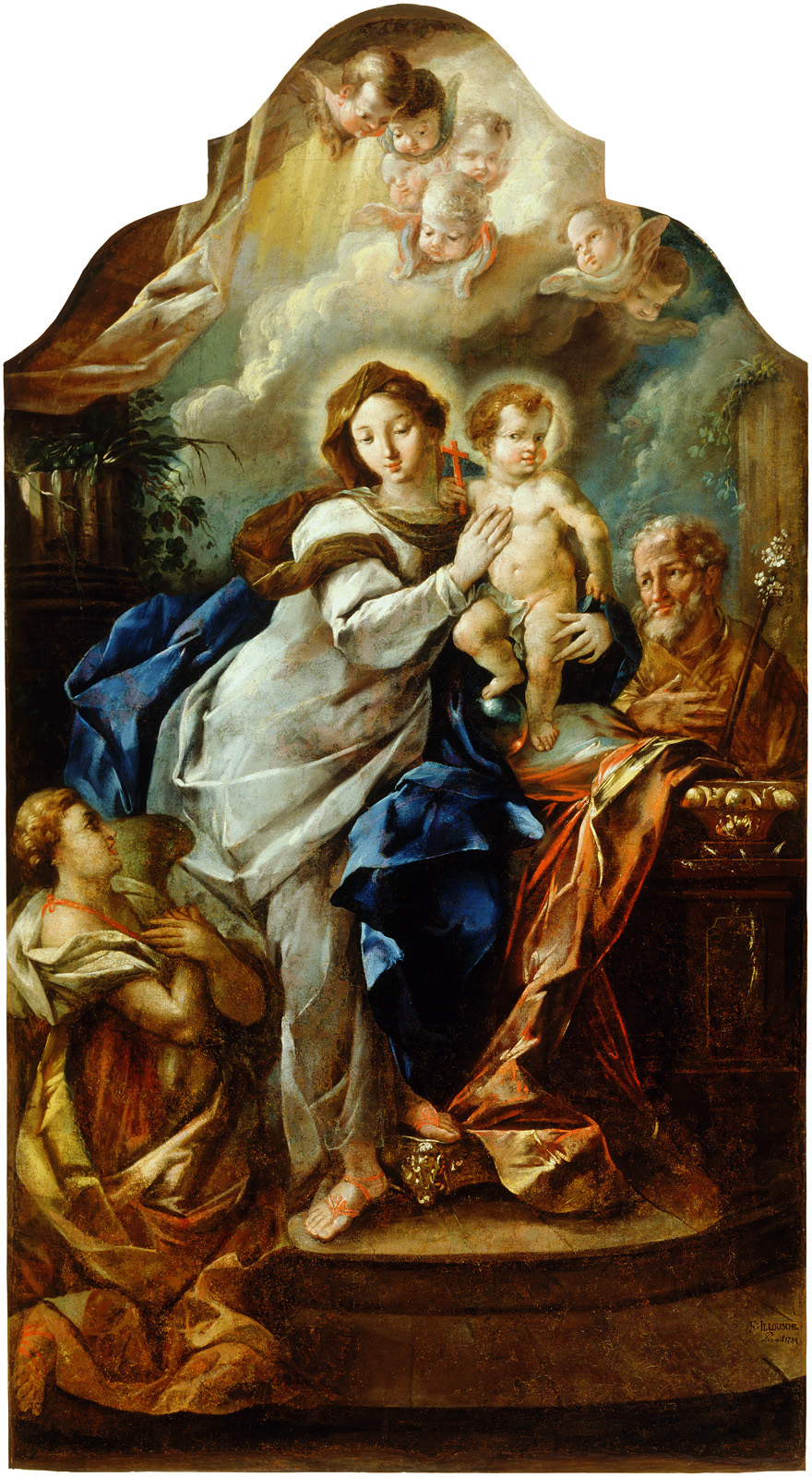
Franc Jelovšek - Sf. Familie

- Franc Jelovšek (de asemenea, Illovšek sau Illouschegg)
- Andrej Jemec
- Gašper Jemec
- Zmago Jeraj
- Mladen Jernejec
- Boris Jesih
- Peter Jovanovič
- Jurij Jurčič
- Silva Janež

## K
- Bogoslav Kalaš
- Lojze Kalinšek
- Mihael Kambič
- Sergej Kapus
- Anton Karinger
- Janko Kastelic
- Franc Kavčič
- Irena Kazazić
- Karel Keber
- Gregor Kemperle
- Alenka Kham Pičman
- Dušan Kirbiš
- Dore Klemenčič-Maj
- Fran Klemenčič
- Aleksij Kobal
- Ivana Kobilca
- Matjaž Kocbek
- Matej Kocjan-Koco
- Ignac Kofol
- Rudi Kogej (1899-1967)
- Silvester Komel
- France Kopač
- Slavko Kores
- Benjamin Korže
- Gojmir Anton Kos
- Ivan Kos
- France Košir
- Borut Košnjek
- Suzana Košnjek
- Jože Kotar
- Rudolf Kotnik
- Samo Kovač
- Ljubo Kozic
- Anton Koželj
- Maks Koželj
- Matija Koželj
- Milovan Krajnc
- France Kralj
- Tone Kralj
- Metka Krašovec
- Stane Kregar
- Bine Krese
- Gorazd Krnc

## L
- Vladimir Lakovič
- Vladimir Lamut
- Aladin Lanc
- Matevž Langus
- Tone Lapajne
- Avgust Lavrenčič
- Tomaž Lavrič
- Anton Layer
- Josip Layer
- Leopold Layer
- Marko Layer
- Valentin Layer
- Jožef Anton Lerchinger
- Lojze Logar
- Erik Lovko
- Albin Lugarič

## M
- Josip Macarol
- Janez Madrijan
- Srečko Magolič
- Vladimir Makuc
- Miha Maleš
- Adriana Maraž
- Štefan Marflak
- Živko Marušič
- Janez Matelič
- Pavel Medvešček
- Franc Mesarič
- Kiar Meško
- France Mihelič
- Polde Mihelič
- Matevž Miklavčič
- Božo Miklavžič
- Andrej Militarov
- Marko Modic
- Zmago Modic
- Izidor Molè
- Jožef Muhovič
- Zoran Mušič

## N
- Franci Nemec
- David Nez
- Franc Novinc

## O
- Elza Obereigner
- Floris Oblak
- Mojca Oblak
- Nika Oblak
- Simon Ogrin
- Zoran Ogrinc
- Žiga Okorn
- Valentin Oman
- Janko Orač
- Mojca Osojnik

## P
- Klavdij Palčič
- Lajči Pandur
- Ludvik Pandur
- France Pavlovec
- Herman Pečarič
- Slavko Pengov
- Lojze Perko
- Miha Perne
- Marko Pernhart
- Jožef Petkovšek
- Emilija Petrović Martini
- Veno Pilon
- Elda Piščanec
- Leon Pišek
- Matija Plainer
- Štefan Planinc
- Dora Plestenjak
- Janez Plestenjak
- Silvester Plotajs Sicoe
- Tomo Podgornik
- Vinko Podobnik
- Franc Pohole
- Oton Polak
- Janez Poljanec
- Gašper Porenta
- Josip Potočnik
- Štefan Potočnik
- Ivo Prančič
- Arjan Pregl
- Marij Pregelj
- Marija Prelog
- Janez Pristavec
- Boštjan Putrih

## R
- Tone Rački
- Milica Rajačič Steržaj
- Stanislav Rapotec
- Franc Karel Remb
- Bara Remec
- Anton Repnik
- Nataša Ribič Štefanec
- Smiljan Rozman
- Milan Rozmarin

## S
- Aleš Sedmak
- Rudolf Saksida
- Janez Sajevic
- Evgen Sajovic
- Janez Sedej
- Maksim Sedej
- Maksim Sedej mlajši
- Branko Simčič
- Rudi Simčič
- Albert Sirk
- Marjan Skumavc
- Jože Slak
- France Slana
- Domen Slana
- Rok Slana
- Rajko Slapernik
- Darko Slavec
- Vida Slivniker-Belantič
- Jože Spacal
- Lojze Spacal
- Fran Sterle
- Matej Sternen
- Lucija Stramec
- Mihael Stroj
- Mladen Stropnik
- Gabrijel Stupica
- Marija Lucija Stupica
- Marlenka Stupica

## Š
- Andraž Šalamun
- Saša Šantel
- Natalija Šeruga
- Viktor Šest
- Janez Šibila
- Lojze Špacapan
- Rudi Španzel
- Irena Špendl
- Ejti Štih
- Marjan Šubelj
- Alojz Šubic
- Blaž Šubic
- Ivan Šubic
- Ive Šubic
- Janez Šubic (pictor)
- Janez Šubic
- Janez Šubic (1830 - 1898)
- Jožef Šubic
- Jurij Šubic
- Maja Šubic
- Mirko Šubic
- Pavel Šubic
- Pavle Šubic
- Rajko Šubic
- Štefan Šubic
- Valentin Šubic
- Tugo Šušnik
- Maruša Šuštar
- Marko Šuštaršič

## T
- Seka Tavčar
- Teodor Tavželj
- Pavol Tesar
- Jože Tisnikar
- Jožef Tominc
- Fran Tratnik
- Jela Trnkoczy
- Ante Trstenjak
- Janez Anton Tušek
- Marko Tušek
- Vinko Tušek
- Klavdij Tutta

## U
- Pavle Učakar
- Roman Uranjek
- Izidor Urbančič
- Milena Usenik

## V
- Ivan Vavpotič
- Ferdo Vesel
- Alenka Viceljo
- Barbara Vidic
- Janez Vidic
- Matjaž Vidic
- Nande Vidmar
- Leo Vilhar
- Jana Vizjak
- Franc Vozelj
- Sašo Vrabič
- Žarko Vrezec

## Z
- Anton Zajec
- Josip Zajec
- Martin Zajec
- Janez Zalaznik
- Zlatko Zei
- Karel Zelenko
- Branko Zinauer
- Mojca Zlokarnik
- Klavdij Zornik
- Boris Zuljan
- Anica Zupanec-Sodnik
- Franc Zupet-Krištof

## Ž
- Fedja Žbona
- Zdenka Žido
- Peter Žmitek
- Benjamin Žnidaršič
- Jelica Žuža

## W
- Janez Wolf